# 射場美波
射場 美波（いば みなみ、5月26日 - ）は、日本の女性声優。兵庫県出身。81プロデュース所属。

## 略歴
2015年10月に開校したラジオ大阪声優&アナウンススクールの1期生。オーディション合格に伴い上京する。
大学では教育を専攻していた。
2019年4月1日付で81Actor's Studioから81プロデュース所属となった。

## 人物
好きなことは歌うこと、絵を描くこと、食べること、かわいい洋服を見る（着る）こと。その様子を写真付きツイートに投稿している。
好きなものにはミイラ、エジプト、洋服をそれぞれ挙げている。

## 出演

### 劇場アニメ
- がんばっていきまっしょい（2024年、女子生徒）

### Webアニメ
- 中卒労働者から始める高校生活（2018年、斉藤ひなぎく[8]）

### ゲーム
- ファイナルファンタジーVII リメイク（2020年）

### ラジオ
※はインターネット配信。
- ここいば!（2017年 - 2020年、ラジオ大阪・超!A&G+※）
- ここいばフェニックス（2024年 - 、OPENREC.tv※）[9]

### ドラマCD
- THE IDOLM@STER MILLION THE@TER WAVE 02 Chrono-Lexica（2019年、店内アナウンス、お客さん2）

### その他
- 声優Jrバスケ3×3（SJ3.LEAGUE）（2018年8月 - 、ちぇるびあっち[10]）
- オーディオブック「俺と彼女の恋を超能力が邪魔している。」（2021年、妹尾凛子 ほか[11]）